# 普皮亞萊斯
普皮亞萊斯是哥倫比亞的城鎮，位於該國西南部，由納里尼奧省負責管轄，距離首府帕斯托91公里，始建於1536年1月29日，面積142平方公里，海拔高度3,059米，2005年人口18,415。
0°52′N 77°39′W / 0.867°N 77.650°W